# Ekam
Ekam (del tamil ஏகம், o la unidad suprema) es el espíritu de Dios según el ayyavazhi. El término se utiliza en dos textos sagrados, el Akilam y el Arulnul, para indicar al propio dios, aunque a veces expresa en particular la esencia del Dios que impregna el universo.
Se dice que el Ekam es tanto la personalidad suprema como la última de la cual se formó todo el cosmos. Este atributo sin forma se dice que se define desde el punto de vista humano. Pero este Ekam sin forma, sin perder su naturaleza constante y sin forma, está presente en todas las cosas del universo. Esto es, permanece como infinito dentro de todo lo finito, sin forma dentro de toda forma definida. Es la identidad suprema absoluta en la cual todas las sustancias del cosmos comparten su existencia.
Las derivaciones del Ekam en las escrituras ayyavazhi son, a veces, cercanas a la forma panteística de la teología.
- Datos: Q1102299